# Haya (folkgrupp)
Hayafolket, också kallat wahaya, ziba eller waziba, är ett bantufolk i Östafrika. Det är uppdelat på de pastorala hima och de jordbruksbaserade iru, med nilotiskt respektive bantuursprung. Totalt utgör man cirka sju miljoner, bosatt i regionen Kagera i nordvästra Tanzania samt i omgivande områden.

## Två grupper
Folket kan delas in i två etniska undergrupper – de pastorala hima och de jordbruksbaserade iru. Hima är troligen delvis ättlingar till nomadiska niloter. De håller djur och livnär sig i huvudsak på detta. Ofta talar medlemmar av hima bantuspråk, trots att det inte är ett bantufolk; samma förhållande gäller bland annat för tutsi i angränsande Rwanda. Hima består av ungefär två miljoner människor och finns förutom i Tanzania även i sydvästra Uganda samt i östra delen av Kongo-Kinshasa.
Iru är ättlingar till bantufolket och livnär sig i första hand på jordbruk. Under tysk och brittisk administration utökades kaffeproduktionen, för att kaffeproduktionen var tänkt att ge större intäkter. De bestod år 2005 av ungefär fem miljoner människor och finns förutom i Tanzania i samma områden som hima.
Traditionellt var hayafolket indelade i runt 130 agnatiska klaner, där varje klan hade sin egen totem. Tidigare var de uppdelade i åtta mindre stater, och varje stat hade en egen härskare – mukama. Mukama utsåg underordnade tjänstemän och hövdingar från både kungliga och vanliga klaner.
Hayafolkets basföda består av groblad och fisk. Traditionellt bor hayafolket i en bostad som till formen liknar en bikupa, med halmtak från tak till golv.

## Sociala förhållanden
Samhället är agnatiskt och har tydliga sociala skiktningar. Hayafolket har utmärkt sig i samband med frågor som rör sexuellt överförbara sjukdomar, som hiv och aids, och prostitution. Redan i början av 1900-talet fanns problem med sexuellt överförbara könssjukdomar och låga födelsetal. Efter andra världskriget fick detta större proportioner, då migranter flyttade till Uganda för försörjning och sedan tog med sig syfilis när de återvände till Tanzania. Sjukdomen gjorde sedan att födelsetalen sjönk än mer.

### Prostitution
Brudpriset för kvinnan var ofta lågt, och i stället tog mannen ansvar för barnen. Det här systemet innebar att vid en skilsmässa behöll mannen barn och mark och kvinnan flyttade därifrån. En kvinna i Tanzania hade på den tiden ingen rätt att köpa eller ärva mark, vilket gjorde att änkor, frånskilda och ensamstående kvinnor var särskilt ekonomiskt utsatta.
Vid första världskriget anlände många europeiska män till Östafrika, något som ökade prostitutionen. Kvinnor som sökte arbete i städerna diskriminerades ofta och det fanns inte många alternativ till prostitution.
I början av 1990-talet var många av de prostituerade i större städer som Kampala och Kisumu just kvinnor från hayafolket. Prostitution har blivit en accepterad försörjning i haya-samhällen, och prostituerade har kunnat finnas som representanter i till exempel byråd.